# Poel
Poel é uma ilha e município da Alemanha localizado no distrito de Meclemburgo do Noroeste, estado de Meclemburgo-Pomerânia Ocidental. Esta situada no Mar Báltico em frente à cidade de Wismar.

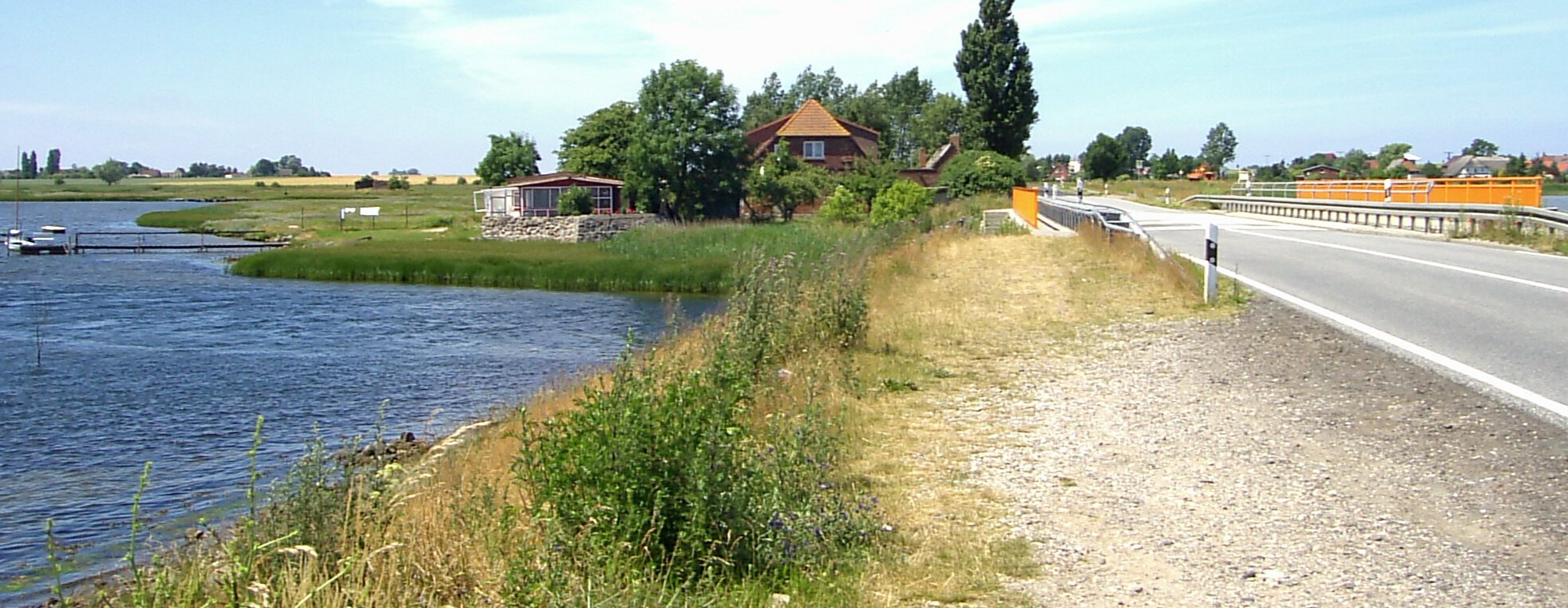
Ponte de Festland para Poel.